# Turmhügel Altes Schloss (Berndorf)

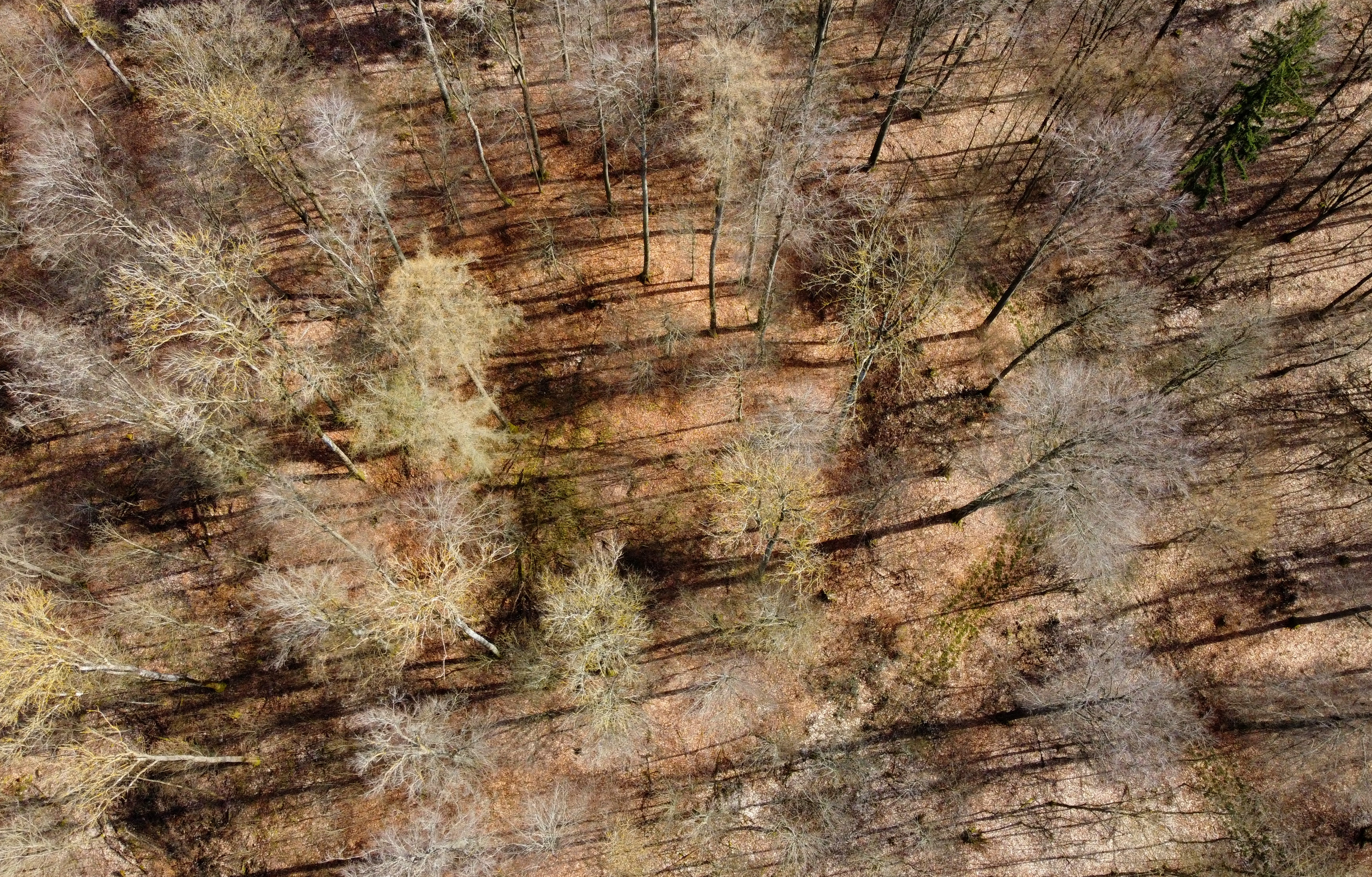
Luftbild des Turmhügels Altes Schloss

Der Turmhügel Altes Schloss, auch Alte Burg genannt, ist eine abgegangene mittelalterliche Turmhügelburg (Motte) bei 507 m ü. NHN auf dem Plateau „Altes Schloss“ etwa 500 Meter südwestlich von Berndorf, einem heutigen Gemeindeteil des Marktes Lehrberg im Landkreis Ansbach in Bayern.
Vermutlich war die Burg Sitz der ab 1269 in den Schriftquellen erscheinenden Ritter von Geißendorf, die zur Burgmannschaft der Burg Colmberg zählten. 1394 wird die Burg nur noch als Burgstall erwähnt, der aus dem Nachlass von Fritz Geißendörfer an einen Hans Merklein gegangen war. Die Burg war somit zu diesem Zeitpunkt schon abgegangen.
Die Motte ist heute als Turmhügel mit einem Basisdurchmesser von 46 m bei 4–5 m Höhe zu erkennen. Die Hügelkuppe ist als Plateau von 33–35 m Durchmesser ausgeformt. Der Hügel ist von einem Ringgraben mit einer Breite von 12 m umgeben, dem ein 12 m breiter und 2 m hoher Wall vorgelagert ist. In der ersten Hälfte des 20. Jahrhunderts sollen noch Mauerreste zu erkennen gewesen sein.